# 아르키메데스 나선양수기

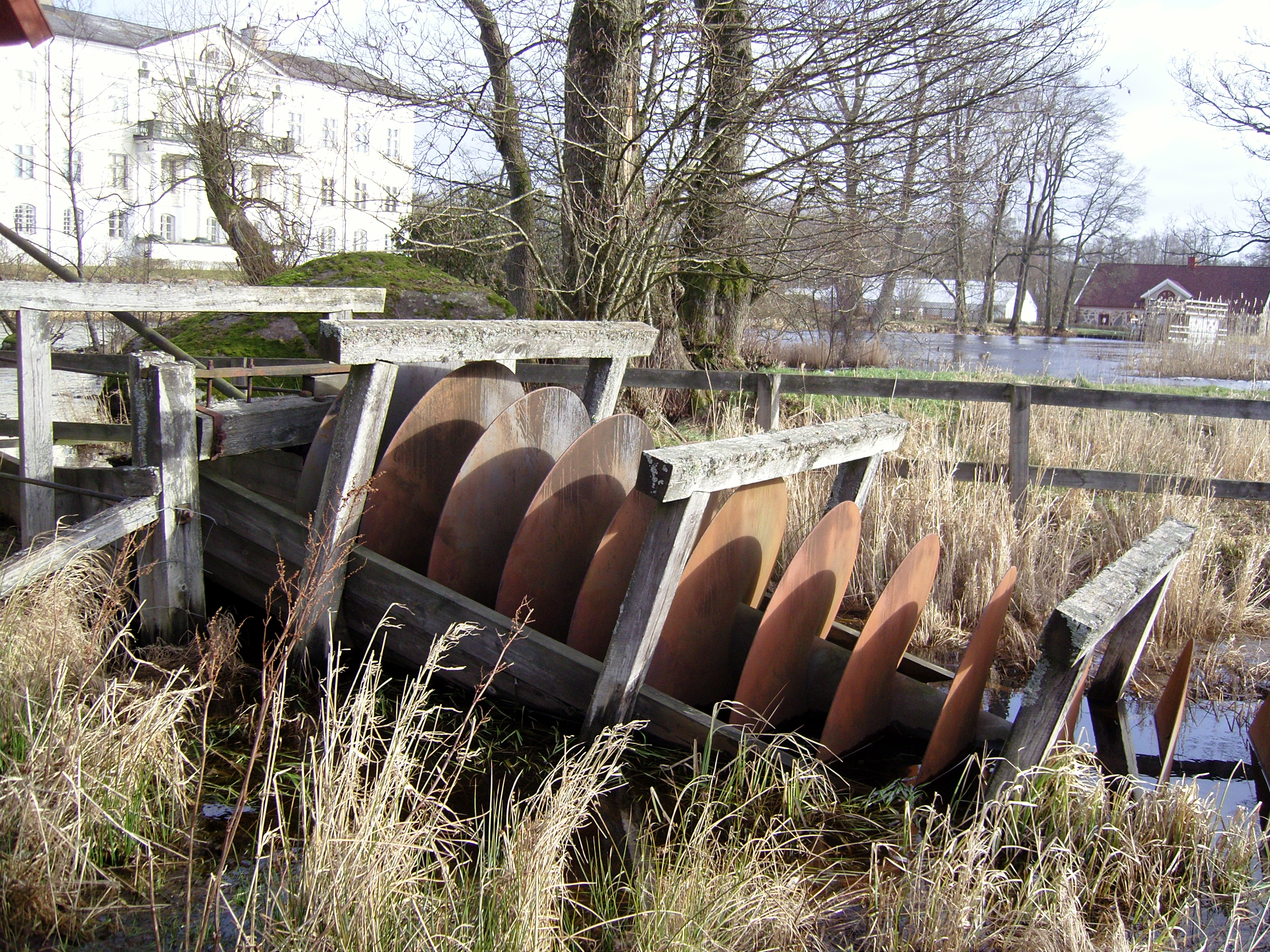
아르키메데스 양수기
2008년 스웨덴에서 촬영

작동원리

아르키메데스 나선양수기는 고대 그리스의 아르키메데스가 고안한 양수기이다. 이 양수기는 오늘날에도 사용된다.
아르키메데스의 나선양수기는 왼쪽의 그림과 같이 축을 돌리면 축에 연결된 나선이 물을 길어 올리는 구조로 되어있다. 로마 시대의 작가 비트루비우스는 아르키메데스 나선양수기가 바빌로니아의 공중 정원에서 사용되었던 나선양수기를 개량한 것이라고 기록하였다. 고대 그리스와 로마에서는 청동을 사용하여 나선양수기를 제작하였다.
오늘날에도 아르키메데스 나선양수기와 같은 원리를 가진 기계가 여러 곳에서 사용되고 있다. 예를 들면 공장의 작업 공정에서 유체를 운반하기 위해 사용되는 스크류 컨베이어 시스템과 같은 것이 있다.

## 같이 보기
- 아르키메데스 소용돌이